# Аршиња
Аршиња (фр. Archignat) насеље је и општина у централној Француској у региону Оверња, у департману Алије која припада префектури Монлисон.
По подацима из 2011. године у општини је живело 356 становника, а густина насељености је износила 14,62 становника/km². Општина се простире на површини од 24,35 km². Налази се на средњој надморској висини од 359 метара (максималној 567 m, а минималној 329 m).

## Демографија
| 1962. | 1968. | 1975. | 1982. | 1990. | 1999. | 2011. |
| ----- | ----- | ----- | ----- | ----- | ----- | ----- |
| 306   | 345   | 306   | 271   | 275   | 350   | 356   |

График промене броја становника у току последњих година